# Josep Maria Boix i Selva
Josep Maria Boix i Selva (Barcelona, 2 d'octubre de 1914 — Girona, 20 de gener de 1996) fou un poeta, traductor, professor i editor.

## Biografia
Fill del jurista Josep Maria Boix i Raspall, nascut en una família culta i benestant de marcades conviccions catalanistes i religioses. El seu germà Joan M. (Maur Maria Boix), monjo i prior de Montserrat, fou "l'amic més entranyable".
Batxiller pels Jesuïtes de Casp (Barcelona), estudià Dret per imposició paterna i Filosofia i Lletres per vocació, i fou col·laborador a la secció literària del diari El Matí. A l'inici de la vida professional, treballà de professor de literatura als Escolapis de Sarrià i de literatura anglesa a la Universitat de Barcelona; posteriorment exercí de director literari de l'editorial Vergara.
Josep Maria Boix es casà el 1942 amb Concepció Masramon de Ventós-Mir i foren pares de Maria del Tura, Josep Maria (Zum), Francesc (Xesco Boix, pioner de la música folk catalana), Joan (Joan Boix component del grup Falsterbo 3) i Elisenda. Des dels anys d'estudiant, Boix i Selva fou amic i company de Salvador Espriu, Ignasi Agustí, Màrius Torres, Bartomeu Rosselló-Pòrcel, Joan Vinyoli, Joan Teixidor, Sebastià Juan Arbó, Agustí Bartra, Pere Calders, Josep Maria Font i Rius i Martí de Riquer.

## Col·lecció Isard
Boix i Selva propulsà des de l'editorial Vergara la col·lecció Isard, primera col·lecció de butxaca en català i que conjumina obres originals (de Bertrana, Estradé, Roca Pons, Sagarra) i acurades traduccions de primera mà al català (per Jaume Berenguer, Espriu, Ferran de Pol, Joan Fuster, Albert Manent, Joan Mascaró i Palau Fabre, entre d'altres), tant de clàssics (Dafnis i Cloe, Rimbaud) com de coetanis (Camus, Pasternak, Kazantzakis).

## ElParadís perdut
La seva traducció de Paradise Lost, de John Milton, en vers en català i en una extensió superior als 10.000 decasíl·labs (pentàmetres iàmbics) ha esdevingut la traducció canònica. El 1949 Boix i Selva la presentà parcialment en lectures públiques i el 1950 aparegué la primera edició, de bibliòfil, com a estratègia inicial per a superar la censura. La segona edició sortí el 1953 i el 2014 una tercera edició bilingüe i definitiva a cura de Rosa Flotats.

## El poeta
La poesia de Boix s'enquadra en la generació de la República o generació del 36. La seva obra rebé mestratge de la relació personal amb Josep Maria López-Picó i de la poesia de Joan Maragall.
El 1933 presenta una primera poesia als Jocs Florals de Barcelona i són publicats Angle i Soledat abrupta, amb una recepció positiva; en la desolació de postguerra apareixeran Felicitat (1944) i Copaltes i mirinyacs (1946). El premi Carles Riba 1971 rebut per l'obra El suplicant, la deu i l'esma (1972) i Presoner de la boira (1978), premi Josep Maria López-Picó 1976, marquen la seva darrera etapa i el reconeixement públic pel món cultural.
La resta d'obra literària de Boix i Selva es troba en els manuscrits. Destaquen els poemes que pertanyen al cicle d'El jueu errant, una obra ambiciosa que restà inacabada.
El fons personal Arxivat 2020-03-22 a Wayback Machine. es conserva a la Biblioteca de Catalunya.
El CRAI Biblioteca de Fons Antic de la Universitat de Barcelona conserva una obra més que va formar part de la biblioteca personal de Boix, així com un exemple de les seves marques de propietat que van identificar els seus llibres al llarg de la seva vida.

## Obres
- Tríptic. La soledat sonora (1933), poema inèdit presentat als Jocs Florals de Barcelona
- Angle Arxivat 2020-03-22 a Wayback Machine. (1935)
- Soledat abrupta Arxivat 2020-03-22 a Wayback Machine. (1937)
- Felicitat (1944) (versió reduïda Arxivat 2020-03-22 a Wayback Machine. | versió plena Arxivat 2020-03-22 a Wayback Machine.)
- Copaltes i mirinyacs Arxivat 2020-03-22 a Wayback Machine. (1946)
- Paradís perdut (1950), traducció en vers del llibre de John Milton

1950-1951, 1a edició; 1953, 2a edició; 2014, 3a edició.
- El suplicant, la deu i l'esma Arxivat 2020-03-22 a Wayback Machine. (1972), premi Carles Riba 1971
- Presoner de la boira Arxivat 2020-03-22 a Wayback Machine. (1978)